# Samlingsregering
En samlingsregering er en regering, dannet af alle (eller alle de betydeligere) partier i den folkevalgte forsamling, uanset de enkelte partiers parlamentariske ret til at besætte ministerposter. 
En samlingsregering oprettes i nationale krisesituationer.
Danmark har haft samlingsregeringer under og umiddelbart efter besættelsen.